# ヒリヤード・アンサンブル
ヒリヤード・アンサンブル（ヒリアード・アンサンブル, Hilliard Ensemble）は、イギリスの男声カルテットで、初期音楽を中心に活動した。設立は1974年、解散は2014年。グループ名はエリザベス朝の細密画家ニコラス・ヒリヤードから取られている。
ヒリヤード・アンサンブルが扱ったほとんどの作品は中世西洋音楽、ルネサンス音楽のものだが、現代音楽を演奏することもあった。とくに頻繁なのがエストニアの作曲家アルヴォ・ペルトで、他にも、ジョン・ケージ、ギャヴィン・ブライアーズ、ギヤ・カンチェリ、ハインツ・ホリガーなどの曲を歌っている。2014年1月15日シドニーフェスティバル2014にて、細川俊夫による委嘱作品「３つの日本民謡」を初演した。
オリジナル・メンバーは、ポール・ヒリアー（en:Paul Hillier）、ポール・エリオット、ポール・ジェームズだったが、1980年代後半にヒリアーが脱退するまでの間は、メンバーは流動的だった。1990年以降、デイヴィッド・ジェームズ（カウンターテナー）、ロジャーズ・カヴィ＝クランプ（テノール）、ジョン・ポッター、ゴードン・ジェームズ（バリトン）が核となり、メンバー交替は1度だけ、1998年にジョン・ポッターがスティーヴン・ハロルド（テノール）に代わっただけだった。
ヒリヤード・アンサンブルはこれまでECMレコードからたくさんの音源を出している。1993年にグレゴリオ聖歌が流行した頃はとくにそのピークで、ノルウェーのサクソフォーン奏者ヤン・ガルバレクと前例のないコラボレーションをしたCD『オフィチウム』のリリースもこの頃である。『オフィチウム』はこれまでのECMの最高売り上げを記録したアルバムの1枚で、ヨーロッパ各国のポップ・チャートを賑わせた。1999年にはヤンと再度共演し、2枚組CD『ムネモシュネ』を発表。2010年には新オフィチウムというべき『オフィチウム・ノヴム』を発表。
また、ヒリヤード・アンサンブルの録音は、音楽研究家と音楽鑑賞のための教科書『Listening to Music』（クレイグ・ライト著）にも含まれている。
2014年12月20日、ロンドンのウィグモア・ホールでの公演をもって解散した。